# Eudon d'Auch
Eudon, Odon ou Adon, est le sixième archevêque d'Auch de 980 à 982.

## Origine
Dom Brugeles, moine à Simmore, mentionne que plusieurs auteurs antérieurs, il ne précise pas lesquels, rapportent qu'il était fils de Robert II, roi de France, mais lui-même émet des doutes sur cette affirmation. L'affirmation est effectivement difficile à prendre en compte, le roi Robert II le Pieux, né vers 972 ne peut pas être père d'un archevêque consacré en 980 mais la chose est chronologiquement possible pour Robert Ier, mort en 923, même si aucun document du Xe siècle ne mentionne l'existence de ce fils.
Jean Justin Monlezun et les auteurs de l'Histoire Générale de Languedoc mentionnent le fait mais sans y croire,.

## Épiscopat
Il succède à l'archevêque Seguin. En 980, il souscrit avec Guillaume Garcia, comte de Fezensac, à l'acte de restauration du monastère de Saint-Sever-Cap qui avait été détruit par les vikings. En 982, il est remplacé par l'archevêque Garcie Ier et les auteurs qui le disent fils du roi Robert II le Pieux affirment qu'Eudon était alors transféré au diocèse d'Auxerre,. Il n'y a cependant pas d’évêque de ce nom dans la liste des évêques d'Auxerre.